# Olusola Olowookere
Olusola Olowookere (14 de septiembre de 1997) es un deportista nigeriano que compite en taekwondo. Ganó dos medallas de bronce en el Campeonato Africano de Taekwondo, en los años 2018 y 2022.

## Palmarés internacional
| Campeonato Africano | Campeonato Africano | Campeonato Africano | Campeonato Africano |
| Año                 | Lugar               | Medalla             | Categoría           |
| ------------------- | ------------------- | ------------------- | ------------------- |
| 2018                | Agadir (Marruecos)  | Medalla de bronce   | –68 kg              |
| 2022                | Kigali (Ruanda)     | Medalla de bronce   | –74 kg              |